# 9. rota
9. rota (rusky 9 рота, anglicky The 9th Company) je rusko-finsko-ukrajinský film režiséra Fjodora Bondarčuka o Sovětské válce v Afghánistánu, uvedený na trh v roce 2005. Film je založen na skutečných událostech, zejména na bitvě o kótu 3234.

## Děj filmu
Film sleduje osud skupiny branců z Krasnojarska do výcvikového tábora ve Ferganském údolí, jejich výcvik a poté nasazení v Afghánistánu. Branci doplní stav 9. roty a vyjedou na bojový výjezd obsadit kótu nad silnicí a střežit ji. Opevněnou pozici napadne skupina mudžáhidů spolu s pákistánskými speciálními jednotkami. Rádiové spojení je zničeno, na sovětské pozice následuje útok za útokem a pomoc obráncům nepřichází. Nakonec přiletí vrtulníky Sovětské armády a útočníky zaženou. Kóta je udržena, na živu však zůstal pouze jediný obránce. Ten se však dozvídá, že hrdinská obrana neměla smysl, protože Sovětská armáda se stahuje z Afghánistánu.

## Reakce
9. rota je prvním ruským pokusem natočit velkofilm o Sovětské válce v Afghánistánu. Film byl kasovním trhákem v Rusku, v prvních pěti dnech promítání v kinech vydělal 7,7 mil. USD.